# Dean Harrison
Dean Harrison (* 24. Januar 1989 in Bradford) ist ein britischer Motorradrennfahrer.

## Leben und Wirken
Dean Harrison wurde der Motorsport in die Wiege gelegt. Sein Vater Conrad Harrison gewann als Gespannfahrer 2014 die Isle of Man TT. Harrison selbst startete mit 16 Jahren seine Karriere als Rennfahrer. Anfangs nur auf Rennstrecken, ab 2010 nahm er an Rennen zur Britischen Straßenmeisterschaft teil. 2011 debütierte er bei der Isle of Man TT und errang als bestes Resultat den zwölften Platz im Lightweight-Rennen. Sein erster Sieg gelang Harrison 2014 auf Kawasaki in der Lightweight-Klasse, dem gleichen Jahr, in dem auch sein Vater seinen TT-Sieg feierte. Den ersten Bigbike-Sieg auf der Isle of Man holte er 2019 bei der Senior TT.

## Statistik

### Isle-of-Man-TT-Siege
| Jahr | Klasse              | Maschine | Durchschnittsgeschwindigkeit |
| ---- | ------------------- | -------- | ---------------------------- |
| 2014 | Ligthweigth         | Kawasaki | 117,460 mph (189,034 km/h)   |
| 2018 | Supersport Rennen 2 | Kawasaki | 126,703 mph (203,909 km/h)   |
| 2019 | Senior              | Kawasaki | 130,824 mph (210,541 km/h)   |